# Brasil Open 2005 - Qualificazioni singolare
Le qualificazioni del singolare  del Brasil Open 2005 sono state un torneo di tennis preliminare per accedere alla fase finale della manifestazione. I vincitori dell'ultimo turno sono entrati di diritto nel tabellone principale. In caso di ritiro di uno o più giocatori aventi diritto a questi sono subentrati i lucky loser, ossia i giocatori che hanno perso nell'ultimo turno ma che avevano una classifica più alta rispetto agli altri partecipanti che avevano comunque perso nel turno finale.
Le qualificazioni del torneo Brasil Open 2005 prevedevano 32 partecipanti di cui 4 sono entrati nel tabellone principale.

## Teste di serie
1. Guillermo García López (ultimo turno)
2. Jiří Vaněk (secondo turno)
3. Rubén Ramírez Hidalgo (ultimo turno)
4. Edgardo Massa (Qualificato)

1. Franco Squillari (primo turno)
2. Nicolás Lapentti (ultimo turno)
3. Marc López (primo turno)
4. Olivier Patience (secondo turno)

## Qualificati
1. Juan Antonio Marín
2. Martín Vassallo Argüello

1. Peter Luczak
2. Edgardo Massa

## Tabellone

### Legenda
| - Q = Qualificato - WC = Wild card - LL = Lucky loser | - ALT = Alternate - SE = Special Exempt - PR = Protected Ranking | - w/o = Walkover - r = Ritirato - d = Squalificato |

### Sezione 1
|  | Primo turno        | Primo turno               | Primo turno        | Primo turno | Primo turno |  |  | Secondo turno      | Secondo turno          | Secondo turno | Secondo turno      | Secondo turno      |   |   | Ultimo turno | Ultimo turno           | Ultimo turno           | Ultimo turno | Ultimo turno |  |
|  |                    |                           |                    |             |             |  |  |                    |                        |               |                    |                    |   |   |              |                        |                        |              |              |  |
|  | 1                  | Guillermo García López    | 6                  | 4           | 6           |  |  |                    |                        |               |                    |                    |   |   |              |                        |                        |              |              |  |
|  |                    | Francisco Fogues Domenech | 1                  | 6           | 3           |  |  | 1                  | Guillermo García López | 4             | 6                  | 6                  |   |   |              |                        |                        |              |              |  |
|  | Marcos Daniel      | Marcos Daniel             | Marcos Daniel      | 6           | 6           |  |  |                    | Marcos Daniel          | 6             | 0                  | 1                  |   |   |              |                        |                        |              |              |  |
|  | Marcelo Michelucci | Marcelo Michelucci        | Marcelo Michelucci | 0           | 0           |  |  |                    |                        |               |                    |                    |   |   | 1            | Guillermo García López | Guillermo García López | 4            | 5            |  |
|  | Juan Antonio Marín | Juan Antonio Marín        | Juan Antonio Marín | 6           | 6           |  |  |                    |                        |               | Juan Antonio Marín | Juan Antonio Marín | 6 | 7 |              |                        |                        |              |              |  |
|  | Rogier Wassen      | Rogier Wassen             | Rogier Wassen      | 1           | 4           |  |  | Juan Antonio Marín | Juan Antonio Marín     | 3             | 6                  | 7                  |   |   |              |                        |                        |              |              |  |
|  |                    | Galo Blanco               | Galo Blanco        | 6           | 6           |  |  | Galo Blanco        | Galo Blanco            | 6             | 3                  | 5                  |   |   |              |                        |                        |              |              |  |
|  | 5                  | Franco Squillari          | Franco Squillari   | 3           | 1           |  |  |                    |                        |               |                    |                    |   |   |              |                        |                        |              |              |  |

### Sezione 2
|  | Primo turno              | Primo turno               | Primo turno               | Primo turno | Primo turno |  |  | Secondo turno | Secondo turno            | Secondo turno | Secondo turno | Secondo turno |   |   | Ultimo turno             | Ultimo turno             | Ultimo turno | Ultimo turno | Ultimo turno |  |
|  |                          |                           |                           |             |             |  |  |               |                          |               |               |               |   |   |                          |                          |              |              |              |  |
|  | 2                        | Jiří Vaněk                | Jiří Vaněk                | 6           | 6           |  |  |               |                          |               |               |               |   |   |                          |                          |              |              |              |  |
|  |                          | Francisco Castello-Branco | Francisco Castello-Branco | 0           | 0           |  |  | 2             | Jiří Vaněk               | 7             | 5             | 2             |   |   |                          |                          |              |              |              |  |
|  | Martín Vassallo Argüello | Martín Vassallo Argüello  | Martín Vassallo Argüello  | 6           | 6           |  |  |               | Martín Vassallo Argüello | 63            | 7             | 6             |   |   |                          |                          |              |              |              |  |
|  | Gabriel Trujillo Soler   | Gabriel Trujillo Soler    | Gabriel Trujillo Soler    | 4           | 2           |  |  |               |                          |               |               |               |   |   | Martín Vassallo Argüello | Martín Vassallo Argüello | 4            | 6            | 6            |  |
|  | Albert Portas            | Albert Portas             | Albert Portas             | 6           | 7           |  |  |               |                          | Albert Portas | Albert Portas | 6             | 3 | 2 |                          |                          |              |              |              |  |
|  | Thiago Alves             | Thiago Alves              | Thiago Alves              | 3           | 5           |  |  |               | Albert Portas            | 4             | 6             | 6             |   |   |                          |                          |              |              |              |  |
|  | 8                        | Olivier Patience          | Olivier Patience          | 6           | 7           |  |  | 8             | Olivier Patience         | 6             | 2             | 2             |   |   |                          |                          |              |              |              |  |
|  |                          | Federico Luzzi            | Federico Luzzi            | 1           | 5           |  |  |               |                          |               |               |               |   |   |                          |                          |              |              |              |  |

### Sezione 3
|  | Primo turno     | Primo turno           | Primo turno           | Primo turno | Primo turno |  |  | Secondo turno   | Secondo turno         | Secondo turno         | Secondo turno | Secondo turno |   |   | Ultimo turno | Ultimo turno          | Ultimo turno | Ultimo turno | Ultimo turno |  |
|  |                 |                       |                       |             |             |  |  |                 |                       |                       |               |               |   |   |              |                       |              |              |              |  |
|  | 3               | Rubén Ramírez Hidalgo | Rubén Ramírez Hidalgo | 6           | 6           |  |  |                 |                       |                       |               |               |   |   |              |                       |              |              |              |  |
|  |                 | Leonardo Azzaro       | Leonardo Azzaro       | 4           | 3           |  |  | 3               | Rubén Ramírez Hidalgo | Rubén Ramírez Hidalgo | 6             | 7             |   |   |              |                       |              |              |              |  |
|  | Francisco Costa | Francisco Costa       | Francisco Costa       | 6           | 6           |  |  |                 | Francisco Costa       | Francisco Costa       | 4             | 5             |   |   |              |                       |              |              |              |  |
|  | Felipe Lemos    | Felipe Lemos          | Felipe Lemos          | 0           | 3           |  |  |                 |                       |                       |               |               |   |   | 3            | Rubén Ramírez Hidalgo | 2            | 6            | 4            |  |
|  | Franco Ferreiro | Franco Ferreiro       | Franco Ferreiro       | 6           | 6           |  |  |                 |                       |                       | Peter Luczak  | 6             | 3 | 6 |              |                       |              |              |              |  |
|  | Pedro Campos    | Pedro Campos          | Pedro Campos          | 0           | 1           |  |  | Franco Ferreiro | Franco Ferreiro       | 7                     | 2             | 4             |   |   |              |                       |              |              |              |  |
|  |                 | Peter Luczak          | Peter Luczak          | 6           | 7           |  |  | Peter Luczak    | Peter Luczak          | 610                   | 6             | 6             |   |   |              |                       |              |              |              |  |
|  | 7               | Marc López            | Marc López            | 4           | 5           |  |  |                 |                       |                       |               |               |   |   |              |                       |              |              |              |  |

### Sezione 4
|  | Primo turno      | Primo turno        | Primo turno      | Primo turno | Primo turno |  |  | Secondo turno | Secondo turno    | Secondo turno    | Secondo turno    | Secondo turno    |   |   | Ultimo turno | Ultimo turno  | Ultimo turno  | Ultimo turno | Ultimo turno |  |
|  |                  |                    |                  |             |             |  |  |               |                  |                  |                  |                  |   |   |              |               |               |              |              |  |
|  | 4                | Edgardo Massa      | 4                | 6           | 6           |  |  |               |                  |                  |                  |                  |   |   |              |               |               |              |              |  |
|  |                  | Paul Capdeville    | 6                | 3           | 1           |  |  | 4             | Edgardo Massa    | Edgardo Massa    | 6                | 6                |   |   |              |               |               |              |              |  |
|  | Nicolas Devilder | Nicolas Devilder   | Nicolas Devilder | 6           | 7           |  |  |               | Nicolas Devilder | Nicolas Devilder | 3                | 3                |   |   |              |               |               |              |              |  |
|  | Rodrigo Guidolin | Rodrigo Guidolin   | Rodrigo Guidolin | 2           | 5           |  |  |               |                  |                  |                  |                  |   |   | 4            | Edgardo Massa | Edgardo Massa | 6            | 6            |  |
|  | Juan Giner       | Juan Giner         | Juan Giner       | 6           | 7           |  |  |               |                  | 6                | Nicolás Lapentti | Nicolás Lapentti | 3 | 4 |              |               |               |              |              |  |
|  | Marcelo Melo     | Marcelo Melo       | Marcelo Melo     | 1           | 5           |  |  |               | Juan Giner       | Juan Giner       | 3                | 2                |   |   |              |               |               |              |              |  |
|  | 6                | Nicolás Lapentti   | 68               | 6           | 6           |  |  | 6             | Nicolás Lapentti | Nicolás Lapentti | 6                | 6                |   |   |              |               |               |              |              |  |
|  |                  | Giorgio Galimberti | 7                | 4           | 3           |  |  |               |                  |                  |                  |                  |   |   |              |               |               |              |              |  |